# Grüner Grenzlandsee
Der Grüne Grenzlandsee ist ein ehemaliger Baggersee in der niedersächsischen Stadt Bad Bentheim. Seine Länge beträgt rund 550 Meter und die Breite schwankt zwischen 140 und 300 Metern. Die Wasserfläche beträgt rund 7 ha. Seit dem Jahr 2012 ist der See an eine Tauchschule aus Gronau verpachtet.